# BabelNet
BabelNet是一个多语词汇语义网络和本体，由罗马萨皮恩扎大学（罗马大学）计算机科学系的计算语言学实验室所创建。 BabelNet是自动构建的，其将最大的多语Web百科全书维基百科链接到最常用的英语计算词典WordNet。这种链接整合，以自动映射的方式完成；对于资源匮乏的语言所存在的词汇空缺，借助于统计机器翻译来补充。其结果是一个“百科词典”，提供了多种语言的概念和命名实体，并包含了它们之间的丰富的语义关系。通过与免费授权使用的OmegaWiki、英语维基词典、维基数据、FrameNet、VerbNet等语义资源建立链接，BabelNet还补充了其它一些词汇和定义。和WordNet类似，BabelNet将不同语言中的词语以同义词集的形式进行组织，称之为Babel synset。对于每一个Babel synset，BabelNet提供简短的定义（称为注释），这些定义具有多种语言版本，主要来自于WordNet和维基百科。

## BabelNet的数据统计
截至2016年8月，BabelNet（v3.7）已覆盖了271种语言，包栝全部的欧洲语言、大多数亚洲语言及拉丁语。BabelNet 3.7包含了大约1400万个同义词集和7.46亿个词义（不论其语言）。在每种语言中，每个Babel synset（词义）平均包含2个同义词。BabelNet的语义网络包含了丰富的词汇语义关系。这些语义关系有两个来源：一是，来自于WordNet的语义关系，如上下位关系、部分整体关系、反义、同义关系等，总共大约36.4万条关系；二是，来自于维基百科的非特定的相关关系，总共大约3.8亿条关系。 BabelNet 3.7将大约1100万张图片与Babel synset建立了关联，并为这些资源提供了Lemon RDF编码，可通过SPARQL endpoint获取。BabelNet 3.7为267万个同义词集指定了领域标签。

## 应用

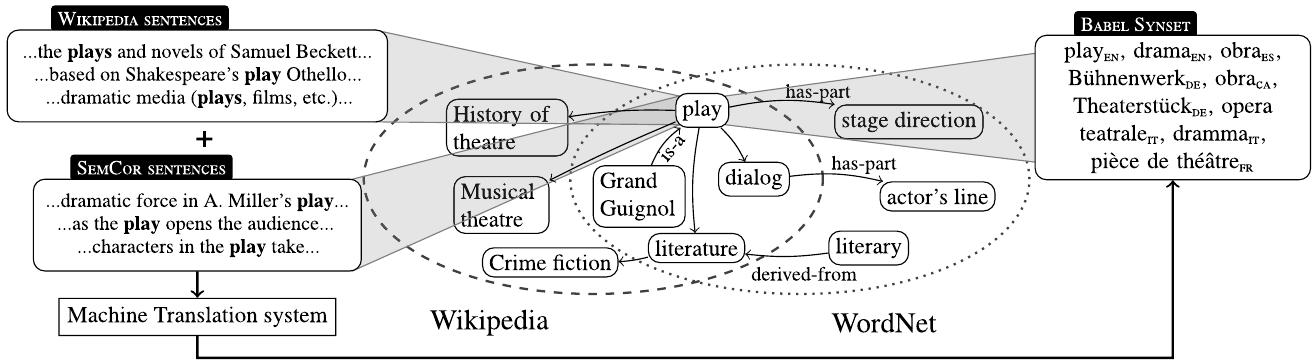
Babelnet是一个多语语义网络，由WordNet和维基百科整合而成。

BabelNet可广泛应用在多语自然语言处理中。BabelNet中的词汇化知识可在以下任务中取得最佳效果：
- 语义相关性（英语：Semantic_similarity）[4][5]
- 多语词义消歧[6]
- 基于Babelfy系统的多语词义消岐及实体链接（英语：Entity_linking）[7]
- 有目的的视频游戏（英语：Human-based_computation_game）[8]

## 奖励荣誉
BabelNet是一个多语词汇语义网络和本体，因其在克服语言障碍和利用异构数据源方面做了巨大的开创性工作，BabelNet于2015年被授予META（页面存档备份，存于）奖。
BabelNet是最新的词汇知识资源库，具有巨大创新性，《时代周刊》曾专题报道BabelNet的研究工作，认为BabelNet将在21世纪发挥引领作用。

## 参照
- Babelfy（英语：Babelfy）
- EuroWordNet（英语：EuroWordNet）
- 知识获取（英语：Knowledge_acquisition）
- 语言学链接开放数据（英语：Linguistic_Linked_Open_Data）
- OmegaWiki（英语：OmegaWiki）
- 语义网络
- 语义相关性（英语：Semantic_similarity）
- 维基数据
- 维基词典
- 词义消歧
- 词义归纳（英语：Word-sense_induction）
- UBY（英语：UBY）